# Ramon Sinkeldam
Ramon Sinkeldam (født 9. februar 1989 i Zaanstad) er en tidligere cykelrytter fra Holland, der senest kørte for Alpecin-Deceuninck.